# Bitva u Omdurmánu
Bitva u Omdurmánu se odehrála 2. září 1898. Armáda pod velením britského generála Herberta Kitchenera porazila vojsko Abdalláha ibn Muhammada, nástupce samozvaného Mahdího. Kitchener uchystal odvetu za zabití generála Gordona v roce 1885 a demonstroval převahu disciplinované armády vyzbrojené moderními puškami, kulomety a dělostřelectvem nad více než dvakrát početnějším nepřítelem vybaveným zastaralou výzbrojí. Vítězstvím dovršil britské snahy o znovudobytí Súdánu, ačkoli poslední mahdisté byli přemoženi až roku 1899 v bitvě u Umm Diwaykaratu.
Dnes je Omdurmán předměstím Chartúmu ve středním Súdánu s přibližně 1,5 milionem obyvatel. Vesnice Omdurmán byla v roce 1884 vybrána Mahdím jako základna tažení. Po dobytí Chartúmu a jeho smrti v roce 1885 zachoval (kalif) Abdalláh, Mahdího nástupce, Omdurmán hlavním městem.

## Průběh
Bitva se odehrála v Kerreri, 11 kilometrů severně od Omdurmánu. Kitchener velel více než osmi tisícům vojáků pravidelné armády a smíšeným egyptským a súdánským silám, kterých bylo 17 tisíc. Vojáky rozmístil v oblouku okolo vesnice Egeiga, poblíž nilskému břehu, kde pozemní vojsko podporovalo 12 dělových člunů. Čelem byl obrácen k široké ploché pláni, s kopci nalevo i napravo. Na křídla umístil britské a egyptské jezdectvo.
Abdalláhových bojovníků, kteří se sami nazývali Ansary a Britové je nazývali derviši, bylo okolo 50 tisíc včetně tří tisíc jezdců. Byli rozděleni do pěti skupin – 8 000 mužů pod velením Osmana Azraka bylo rozvinuto přímo proti Britům v mírném oblouku podél míli dlouhého nízkého hřbetu směřujícího do planiny. Ostatní mahdisté zůstali prozatím z dohledu Kitchenerových vojáků. Abdalláh ibn Muhammad se 17 tisíci muži byl skryt Surghamskými kopci na západě a za silami Osmana Azraka bylo na severozápadě poblíž Kerreri hills rozmístěno 20 000 bojovníků, jimž veleli Ali wad Hilu a Osman Sheikh ed-Din. A asi 8 000 mužů bylo rozmístěno na svahu po pravém boku Azrakových sil.
Bitva začala časně zrána, okolo šesté hodiny. Osm tisíc mužů Osmana Azraka, po střetech předchozího dne, vyšlo vstříc Britům. Rychle je následovalo osm tisíc mužů ozbrojených puškami a oštěpy, kteří byli soustředěni na severozápadě. Dvaapadesát rychlopalných děl britského dělostřelectva zahájilo palbu na vzdálenost 2750 m, a způsobilo mahdistům vážné ztráty ještě dříve, než se ocitli v přívalu střel kulometů Maxim. Čelní útok rychle skončil ztrátou čtyř tisíc mahdistů, žádný z útočníků se nedostal k britským okopům blíž než 50 metrů. Postup na pravém křídle Ansarů byl zadržen a na opačném křídle došlo ke krvavým střetům, při kterých byli mahdisté rozehnáni.

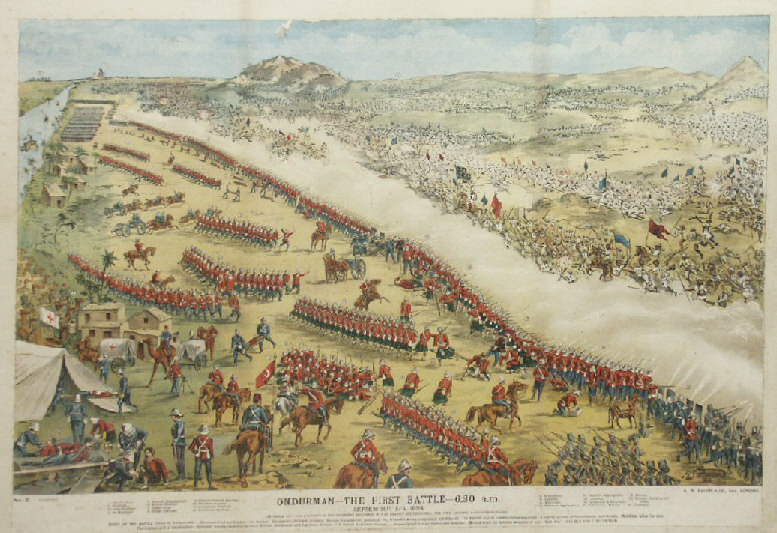
The Battle of Omdurman, 1898 ze sbírek Purtonského musea v Anglii. Na ilustraci nosí Britové červené uniformy. Jednotlivé regimenty jsou označeny číslem a dole je klíč k popisu. Pro aktivní službu v Indii Egyptě byly červené uniformy nahrazeny barvou khaki již začátkem osmdesátých let devatenáctého století

 Kitchener usiloval o obsazení Omdurmánu dříve, než tam ustoupí zbývající mahdisté. Vojsko postupovalo na město rozděleno do několika kolon. Lehký jezdecký regiment (21st Lancers) byl vyslán vpřed, aby vyčistil přístup k městu, čekaly jej však těžké chvíle. Regiment o síle 400 mužů udeřil na pár stovek dervišů, avšak ve strži za nimi se skrylo dalších 2 000 pěších. Po urputném boji je jezdci zatlačili zpět. Za pomoc raněným spolubojovníkům obdrželi tři vojáci Viktoriin kříž. Boje se v hodnosti poručíka zúčastnil Winston Churchill. Britský postup umožnil reorganizaci sil mahdistů. Se třiceti tisíci mužů v poli velel Abdalláh zálohám zaútočit ze západu a současně zavelel silám na severozápadě zaútočit přes Kerreri Hills.
Kitchenerovy síly postupovaly ve formaci k Surghamskému hřebenu a pak se stočily k jihu. Zadní voj tvořila brigáda 3 tisíc mužů, převážně Súdánců, jimž velel Hector MacDonald. Posíleni kulomety a dělostřelectvem následovali hlavní síly ve vzdálenosti 1 350 m. Podivné bylo, že zranění a zásoby zanechané v okolí vsi Egeiga, zůstali téměř bez ochrany.
MacDonald byl upozorněn na přítomnost asi 15 tisíc nepřátel, kteří k němu směřovali ze západu, zpoza Surghamského hřebenu. Otočil své síly a postavil je čelem k nepříteli. Pěchota Mahdistů zaútočila ve dvou proudech, Lewisova Egyptská brigáda se udržela, ale MacDonald byl nucen opakovaně přeskupit své prapory, brigáda však udržovala ničivou palbu. Kitchener si uvědomil potíže, MacDonaldova brigáda brzy dostala posily na křídle a podpořily ji další kulomety Maxim a mahdistické síly byly zatlačeny zpět. Když byli na místě zabiti či uprchli, byl odpor mahdistů nakonec zlomen. Jejich síly na severu se přeskupily příliš pozdě a do konfliktu zasáhly až poté, co střety již vrcholily. Tvrdě přitlačili Macdonaldovy súdánské síly, ale rychle byla přesunuta Wauchopeova brigáda s Lincolnshirským plukem, aby útok odrazily. Postup na Omdurmán byl obnoven kolem půl dvanácté.

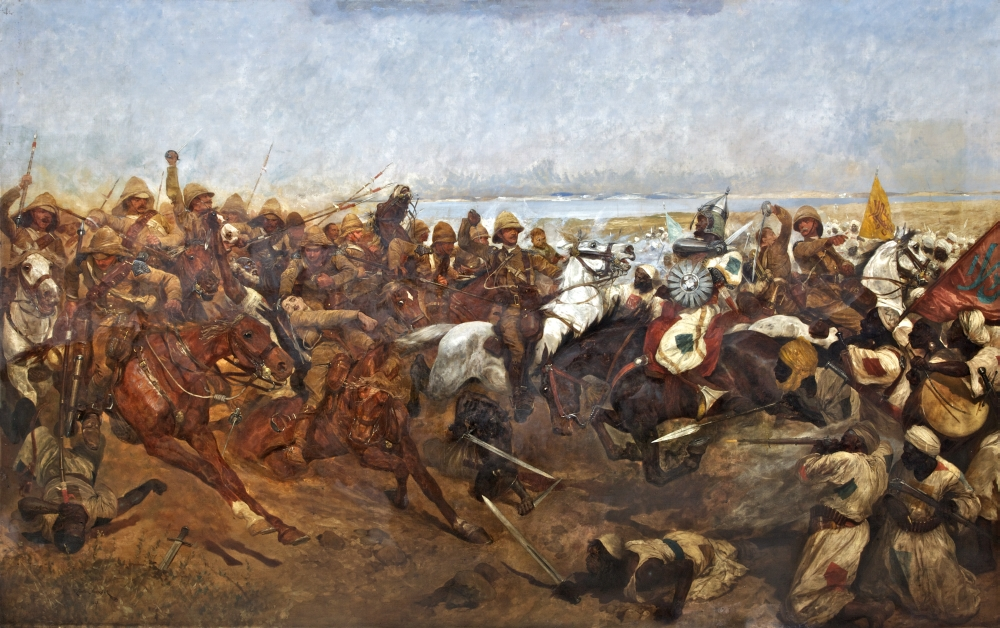
Richard C. Woodville: The Charge of the 21st Lancers at Omdurman

## Vyznamenání
Za statečnost obdrželi 2. září 1898 čtyři vojáci Viktoriin kříž:
- Thomas Byrne (21st Lancers)
- Raymond de Montmorency, (21st Lancers)
- Paul Aloysius Kenna (21st Lancers)
- Nevill Smyth (2nd Dragoon Guards připojená k egyptské armádě)[7]